# 斯寬克姆 (新澤西州)
斯寬克姆（英語：Squankum）是位於美國新澤西州蒙茅斯縣的非建制地區。

## 歷史
斯寬克姆的郵局於1819年設立，其後於1854年停運。

## 地理
斯寬克姆所處的海拔為高於海平面13米（即43英呎），而該地所採用的時區為UTC-5，即北美东部时区（EST）。同時該地設有夏令時間，為UTC-5調快一小時，即UTC-4（EDT）。